# أمبير-لفة
أمبير-لفة في أي دائرة مغناطيسية هي وحدة القياس الدولية، للقوة المحركة المغناطيسية، والأمبير-لفة هو قيمة القوة المحركة المغناطيسية عندما يمر تيار قيمته 1 أمبير في اللفة الواحدة.